# Rhynchostegiopsis
Rhynchostegiopsis är ett släkte av bladmossor. Rhynchostegiopsis ingår i familjen Hookeriaceae.
Kladogram enligt Catalogue of Life:
| Rhynchostegiopsis | \| \| Rhynchostegiopsis brasiliensis \| \| \| \| \| \| Rhynchostegiopsis carolae \| \| \| \| \| \| Rhynchostegiopsis costaricensis \| \| \| \| \| \| Rhynchostegiopsis flexuosa \| \| \| \| \| \| Rhynchostegiopsis tunguraguana \| \| \| \| |
|                   | \| \| Rhynchostegiopsis brasiliensis \| \| \| \| \| \| Rhynchostegiopsis carolae \| \| \| \| \| \| Rhynchostegiopsis costaricensis \| \| \| \| \| \| Rhynchostegiopsis flexuosa \| \| \| \| \| \| Rhynchostegiopsis tunguraguana \| \| \| \| |
|                   | Rhynchostegiopsis brasiliensis |
|                   | |
|                   | Rhynchostegiopsis carolae |
|                   | |
|                   | Rhynchostegiopsis costaricensis |
|                   | |
|                   | Rhynchostegiopsis flexuosa |
|                   | |
|                   | Rhynchostegiopsis tunguraguana |
|                   | |